# Southern Ports Highway
Der Southern Ports Highway ist eine Fernverkehrsstraße im Südosten des australischen Bundesstaates South Australia. Er ist ein an der Küste verlaufender Bypass des Princes Highway, von dem er in Kingston SE abzweigt und in den er in Millicent, 50 km nordwestlich von Mount Gambier, wieder einmündet.

## Verlauf
Der Princes Highway (B1) verläuft, von Norden kommend, zwischen Lake Albert und Lacepede Bay entlang der Küste. Bei Kingston SE (Kingston South East, im Unterschied zu Kingston-on-Murray) biegt er nach Osten ins Landesinnere ab, während der Southern Ports Highway weiter nach Süden, der Küste entlang, nach Robe führt. Von dort verläuft die Straße östlich der Lagunen Lake Robe, Lake Eliza, Lake St. Clair und Lake George Richtung Südosten nach Beachport.
Entlang der Rivoli Bay führt der Southern Ports Highway weiter zum Nordende des Canunda-Nationalparks und trifft schließlich bei Millicent wieder auf den Princes Highway.

## Straßenzustand
Die bei Touristen beliebte Straße ist durchgehend asphaltiert und befindet sich in gutem Zustand.